# Parafia Matki Bożej Częstochowskiej w Giełczwi Drugiej
Parafia Matki Bożej Częstochowskiej w Giełczwi Drugiej – parafia rzymskokatolicka, znajdująca się w archidiecezji lubelskiej, w dekanacie Turobin. 
Według stanu na miesiąc luty 2017 liczba wiernych w parafii wynosiła 1095 osób.

## Historia.
Od początku swojego istnienia Giełczew należała do parafii w Targowisku, dopiero w 1914 roku została przyłączona do parafii w Wysokiem.
W roku 1956 mieszkańcy wsi rozpoczęli budowę drewnianej kaplicy. 13 kwietnia 1958 roku proboszcz z Wysokiego ks. Kanonik Teodor Cybulski dokonał poświęcenia kaplicy pw. św. Izydora.
30 grudnia 1980 roku została erygowana parafia.
W 1990 roku rozpoczęto budowę nowej świątyni. 28 października 1990 roku biskup Bolesław Pylak dokonał uroczystego Aktu Wmurowania Kamienia Węgielnego pod kościół parafialny MB Częstochowskiej.
25 września 1994 roku kościół poświęcił abp Bolesław Pylak.

## Zasięg
W skład parafii wchodzą miejscowości: Giełczew-Doły, Giełczew kol. I, Giełczew kol. II, Giełczew, Kajetanów.

## Proboszczowie[2]
- 1980–1984 – ks. Stanisław Żytkowski
- wrzesień 1984 – marzec 1987 ks. Józef Lewczyk
- marzec 1987 – październik 1987 – ks. Jan Flis
- październik 1987 – 1998 – ks. Józef Czerwieniec
- 4 lipca 1998 – 30 czerwca 2014 – ks. Krzysztof Adamowski
- od 1 lipca 2014 – ks. Krzysztof Stanicki